# Masdevallia barlaeana
Masdevallia barlaeana es una especie de orquídea epífita originaria de Perú.

## Descripción
Es una especie de orquídea enana, cespitosa, epífita, que prefiere el clima frío. Tiene un tallo que está envuelta por varias cortas envolturas tubulares basales, con una sola hoja apical, oblanceolada, peciolada y que es tridentada en el ápice. Florece en  una inflorescencia delgada, erguida de 25 cm de largo, con flores individuales que tienen brácteas florales que son la mitad de la longitud del ovario donde surge la flor acampanada de 3,7 cm de longitud. Esta especie y Masdevallis amanda están fuertemente ligadas y se producen en algunos de los mismos hábitats donde hay un híbrido natural con los dos como padres, conocido como Masdevallia x splendida . La floración se produce en el verano y otoño.

## Distribución y hábitat
Se encuentra en Colombia, Ecuador y Perú a una altitud de 2200-3100 metros en las laderas rocosas con pastos y arbustos pequeños.

## Etimología
El nombre de la especie toma el epíteto en honor de Jean Baptiste Barla,  un entusiasta de las orquídeas de los años 1800. 